# 264-я стрелковая дивизия (1-го формирования)
264-я стрелковая дивизия 1-го формирования (264 сд) — воинское соединение Вооружённых Сил СССР, принимавшее участие в Великой Отечественной войне.
Периоды вхождения в состав Действующей армии:
- с 30 июля 1941 года по 19 сентября 1941 года[1].

## История
264-я стрелковая дивизия была спешно сформирована в Полтаве в июне-июле 1941 года. 29 июля её начали перебрасывать в район Черкасс и Золотоноши с целью усиления частей Юго-Западного фронта (ЮЗФ). К вечеру 31 июля она закончила выгрузку из эшелонов на станции Лепляво, откуда после получения бойцами винтовок двинулась маршем к переправе через Днепр.
4 августа дивизия в 13.00 прошла Канев, заканчивая сосредоточение в районе Копани, Малого Ржавца и Пекарей. Один полк для закрытия прорыва между 97-й и 199-й стрелковыми дивизиями выводился на рубеж Мазурцы — Синявка — Степанцы. Присягу бойцы принимали уже на передовой. На следующий день дивизия (без одного полка) вступила в бой на участке Степанцы — Пекари.
Утром 6 августа 264 сд заняла оборону на фронте Козаровка — Гаркавщина — Щепанцы и во второй половине дня своим правым флангом вела бой с противником на участке Кругляки — Синявка.
7 августа 26-я армия перешла в наступление подвижной группой. Подвижная группа, куда входила и 264 сд (без одного полка), атаковала противостоящие мелкие группы противника. К 14.30 подразделения дивизии с ротой танков вышли в район Самородни. В это же время один полк 264 сд вместе с 227 сд оборонял рубеж Куриловка — Гарковщина. 8 августа этот полк, действовавший отдельно от остальной дивизии, был подчинён командиру 227 сд.
9 августа 264 сд занимала позиции на рубеже Нехворощ — Ситники — Самородня — Арбузино. 10 августа полк 264 сд, действовавший в районе Горкавищины, был вновь оперативно переподчинён — в этот раз 289-й дивизии.
К 12 августа стало ясно, что наступление частей 26-й армии успеха не имело. Они незначительно продвинулись вперёд и были задержаны окопавшимся противником. Вечером этого дня немцы атаковали танками позиции 264 сд, после чего ей пришлось отойти на рубеж Беркозовка — Мельники — Киченцы — Арбузино — Набутов.
13 августа 264 и 196 сд с наступлением темноты отошли на рубеж Мартыновка — Поташня — Буда — Арбузино — Набутов, и к 22 часам следующего дня дивизия занимала позиции в районе Мартыновки и Поташни. 15 числа она вела бой у Луки, а в ночь на 16-е переправилась на левый берег Днепра.
На 1 сентября 264 сд продолжала укреплять позиции на восточном берегу Днепра северо-восточнее Свидовка. В ночь с 11 на 12 сентября она сменила 289 сд, заняв фронт обороны у Калеберды, Бубново и Кединовой Горы.
15 сентября подвижные соединения 1-й и 2-й танковых групп противника соединились в районе Лохвицы, завершив окружение значительной части войск ЮЗФ. В котле оказались 21-я, 5-я, 37-я и 26-я армии. К 22 сентября 196 и 264 сд были отрезаны немцами от других частей и вели бои в районе Денисовки.
К концу сентября дивизия была уничтожена немцами.

## Состав
- 1056-й стрелковый полк
- 1058-й стрелковый полк
- 1060-й стрелковый полк
- 825-й артиллерийский полк
- 339-й отдельный истребительно-противотанковый дивизион
- 584-й отдельный зенитный артиллерийский дивизион
- 358-й разведывательный батальон
- 594-й сапёрный батальон
- 759-й отдельный батальон связи
- 343-й медико-санитарный батальон
- 392-я отдельная рота химзащиты
- 729-й автотранспортный батальон
- 385-й полевой автохлебозавод
- 854-я полевая касса Госбанка

## Подчинение
| На дату    | Фронт              | Армия      | Корпус                |
| ---------- | ------------------ | ---------- | --------------------- |
| 01.08.1941 | Юго-Западный фронт | -          | 7-й стрелковый корпус |
| 01.09.1941 | Юго-Западный фронт | 26-я армия | -                     |

## Командиры дивизии
- Бондарь, Иван Григорьевич (10.07.1941 — 19.09.1941), полковник.